# Бортное (Тульская область)
Бортное — село в составе Липицкого сельского поселения Чернского района Тульской области, расположенное в 3 километрах к югу от Черни на левом берегу реки Чернь. На северо-востоке расположена отдельная Ильинская слобода.
Население — 12 чел. (2010).

## История
В XIX веке село Бортное было в составе Чернского уезда Тульской губернии. В селе была Никитская церковь.